# Machilus reticulata
Machilus reticulata är en lagerväxtart som beskrevs av Kai Min Lan. Machilus reticulata ingår i släktet Machilus och familjen lagerväxter. Inga underarter finns listade i Catalogue of Life.